# 1967 ve sportu
Toto je přehled sportovních událostí z roku 1967.

## Cyklistika
- Giro d'Italia – Felice Gimondi  Itálie
- Tour de France – Roger Pingeon  Francie

## Fotbal
- 1. československá fotbalová liga – vítěz Sparta Praha

## Házená
- Mistrovství světa mužů – Švédsko
  - 1. místo  ČSSR
  - 2. místo  Dánsko
  - 3. místo:  Rumunsko

## Lední hokej
- Mistrovství světa – Vídeň
  - 1. místo  SSSR
  - 2. místo  Švédsko
  - 3. místo:  Kanada
- Stanleyův pohár – vítěz Toronto Maple Leafs

## Motorsport
- Formule 1 – Denis Hulme  Nový Zéland

## Tenis
- Grand Slamové turnaje muži vítězové:
  1. Australian Open – Roy Emerson
  2. French Open – Roy Emerson
  3. Wimbledon – John Newcombe
  4. US Open – John Newcombe
- Grand Slamové turnaje ženy vítězky:
  1. Australian Open – Nancy Richeyová
  2. French Open – Francoise Durrová
  3. Wimbledon – Billie Jean Kingová
  4. US Open – Billie Jean Kingová
- Davis Cup – Austrálie ve finále porazila 4–1 Španělsko.